# مات روبنسون (لاعب دوري الرغبي)
مات روبنسون (بالإنجليزية: Matt Robinson)‏ هو لاعب دوري الرغبي نيوزيلندي، ولد في 9 مارس 1990 في ويلينغتون في نيوزيلندا.